# Rally van Duitsland
De Rally van Duitsland, formeel bekend als ADAC Rallye Deutschland, is een rallyevenement gehouden in Duitsland, en is sinds 2002 een ronde van het wereldkampioenschap rally. De rally vindt plaats in de omgeving van de stad Trier.

## Geschiedenis
De Rally van Duitsland werd voor het eerst georganiseerd in 1982, en heeft zijn basis gevonden in Frankfurt, Mainz en Koblenz, totdat het in het jaar 2000 in Trier een nieuwe locatie kreeg, waar het sindsdien is gebleven. In huidige vorm bestaat de rally uit klassementsproeven van de oude Rallye Deutschland en de voormalige Hunsrück Rallye. De rally was oorspronkelijk een ronde van het West-Duits rallykampioenschap. In 1985 kreeg het voor het eerst een plaats op de kalender van het Europees kampioenschap rally, waar het tot aan 2001 deel van uitmaakte. Na te zijn verreden als WK-kandidatuurevenement in 2001, verkreeg de rally voor het 2002 seizoen voor het eerst de WK-status.
Door een rotatiesysteem van de FIA ontbrak de rally in 2009, maar keerde in het 2010 seizoen weer terug op de kalender en heeft het die plaats tot op heden ook behouden.

## Wedstrijdkarakteristieken

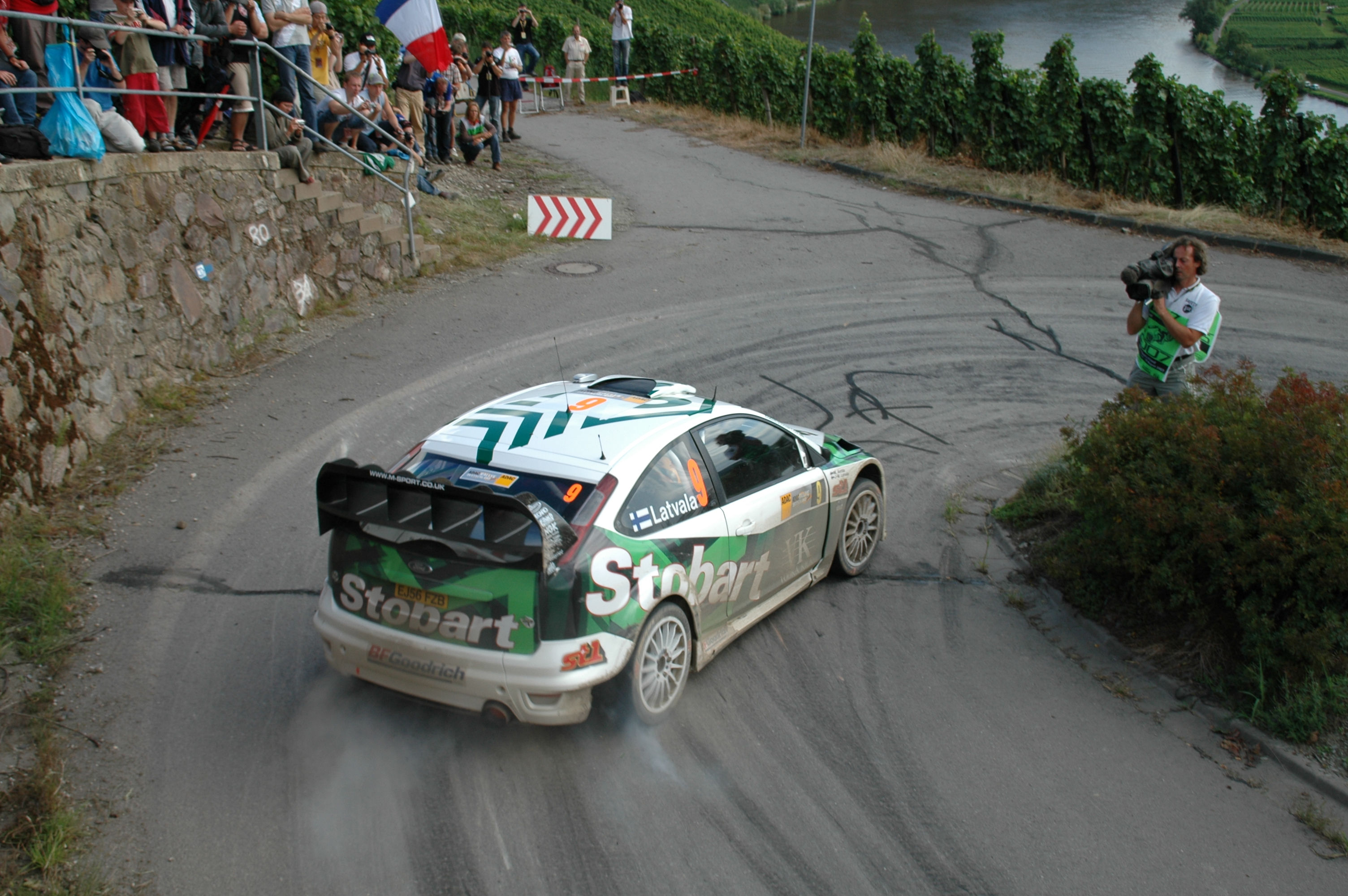
Jari-Matti Latvala in actie op de wijngaardproeven nabij de Moezel

De rally wordt volledig op asfalt verreden. Een karakteristiek kenmerk is echter dat het type asfalt gedurende het driedaagse evenement sterk van elkaar verschilt. Door deze opzet heeft het de status gekregen van "drie rally's in één".
De wijngaardproeven bestaan uit smalle, bochtige weggetjes, met korte rechte stukken en haarspeldbochten op de steile bergen nabij de rivier de Moezel. Deze proeven worden speciaal gewaardeerd door toeschouwers, omdat zij op deze manier dicht bij de auto's in actie kunnen komen, vaak gepositioneerd op de kleine muurtjes of in de wijngaarden die grenzen aan de weg. Dit gedeelte aan proeven kent geheel oorsprong in de voormalige Rallye Deutschland.
De wegen op het militaire terrein nabij Baumholder bestaan uit ruwe betonplaten die geflankeerd worden door zogenaamde "Hinkelsteinen", grote stenen bedoeld om militaire voertuigen tegen te houden. De proeven zijn snel en de grote open ruimtes geven de toeschouwers de kans om op veel punten de rally te bekijken, waaronder de bekende jump die in Nederland bekendstaat als "Dikke Bertha", en internationaal als "Gina". Op dit terrein is een stuurfout bijna altijd fataal voor het materiaal.

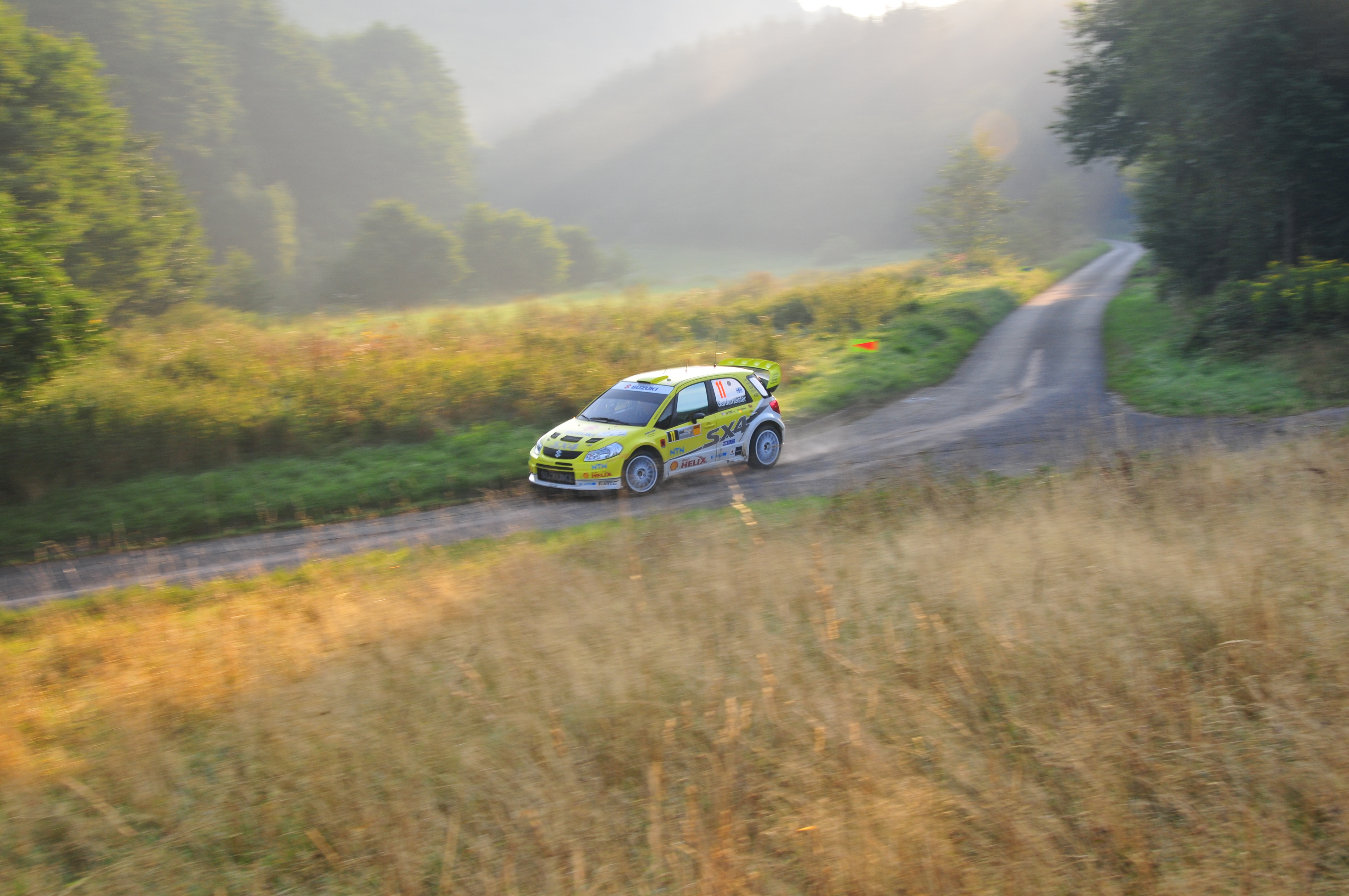
Toni Gardemeister op een van de Saarlandproeven, hier in 2008

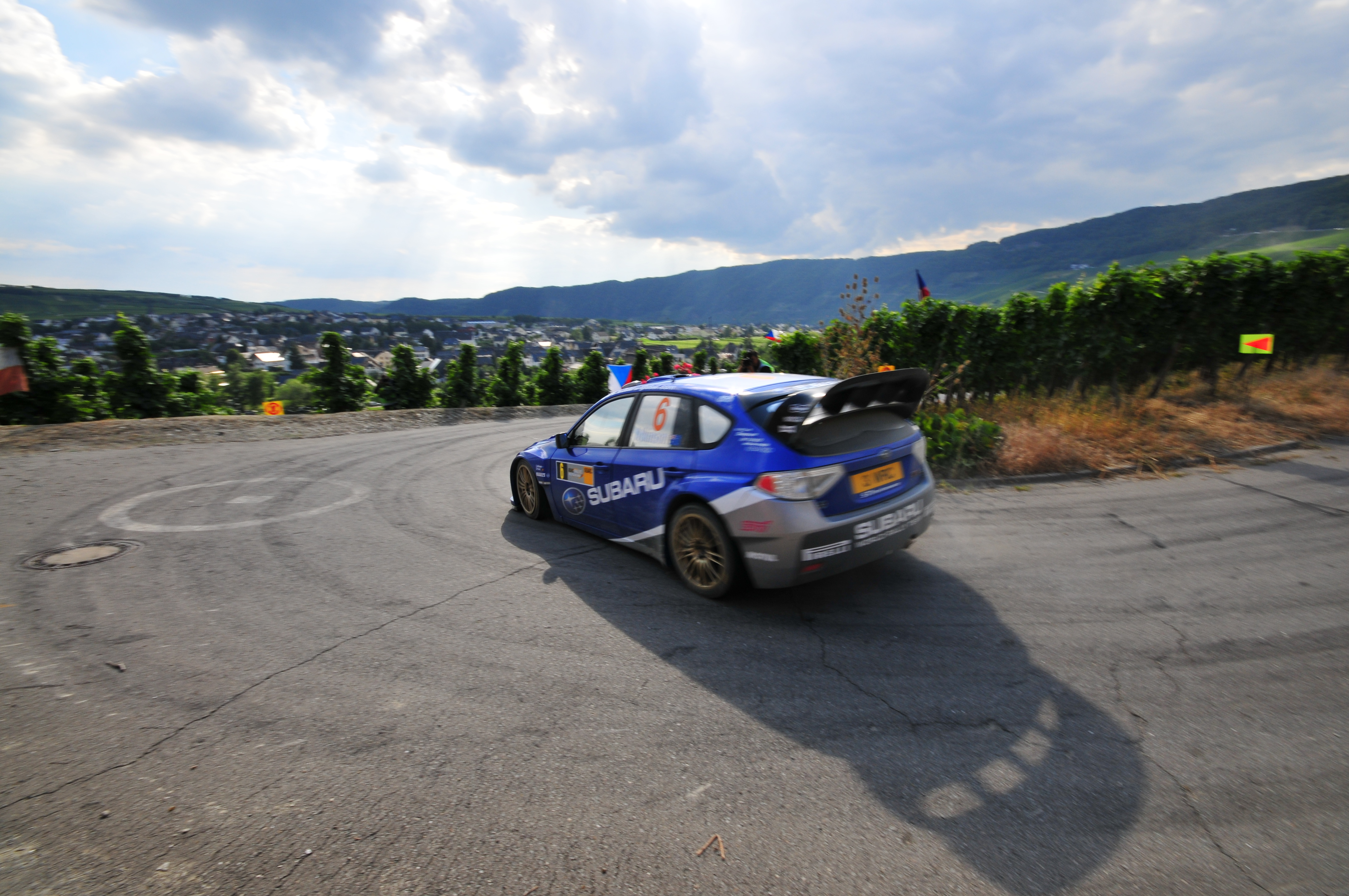
Subaru's Chris Atkinson door een haarspeldbocht in de 2008 editie van de rally

De rally eindigt doorgaans op de proeven in Saarland, die gekenmerkt worden door de lange rechte stukken en een veelheid aan vloeiende bochten, die enkel onderbroken worden door scherpe haakse bochten die doorgang geven op kleinere weggetjes.

## Lijst van winnaars

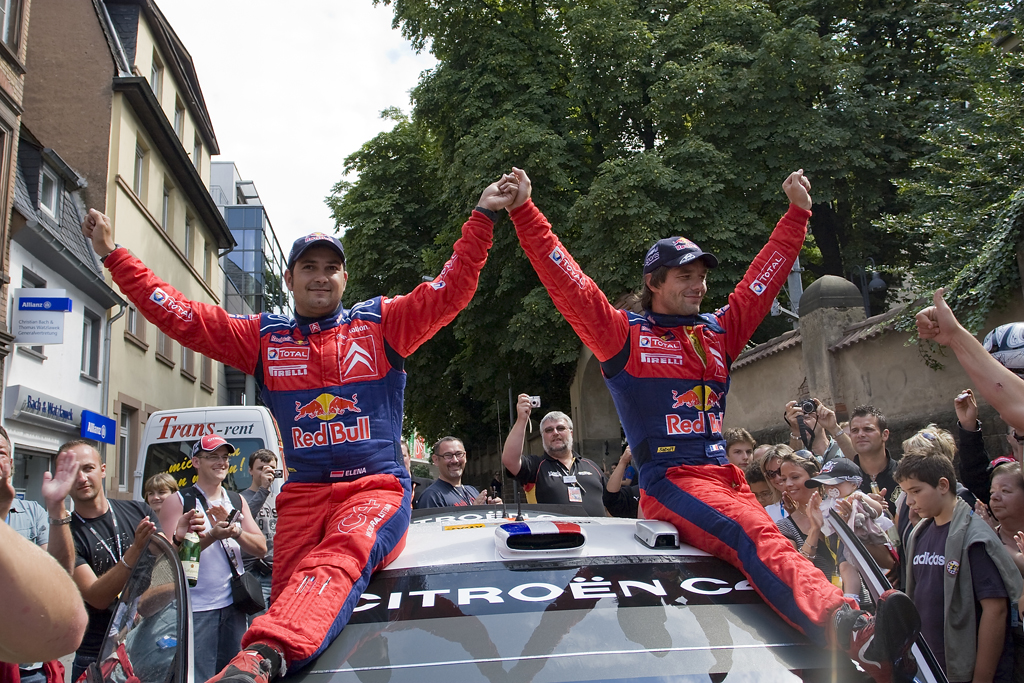
Sébastien Loeb en Daniel Elena, hier in 2008, zijn met negen overwinning de onbetwiste recordhouders in Duitsland

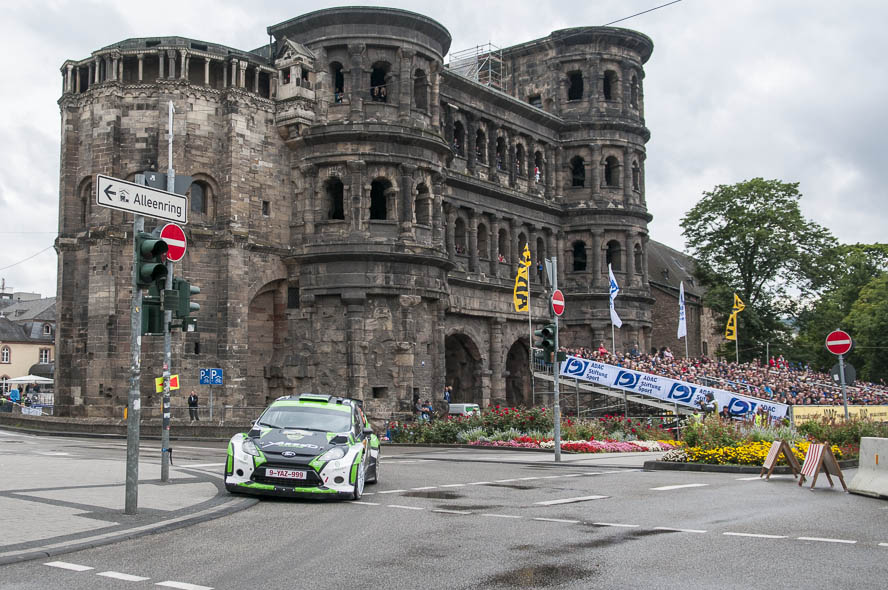
De oude stadspoort van Trier als decor van een showproef in 2012

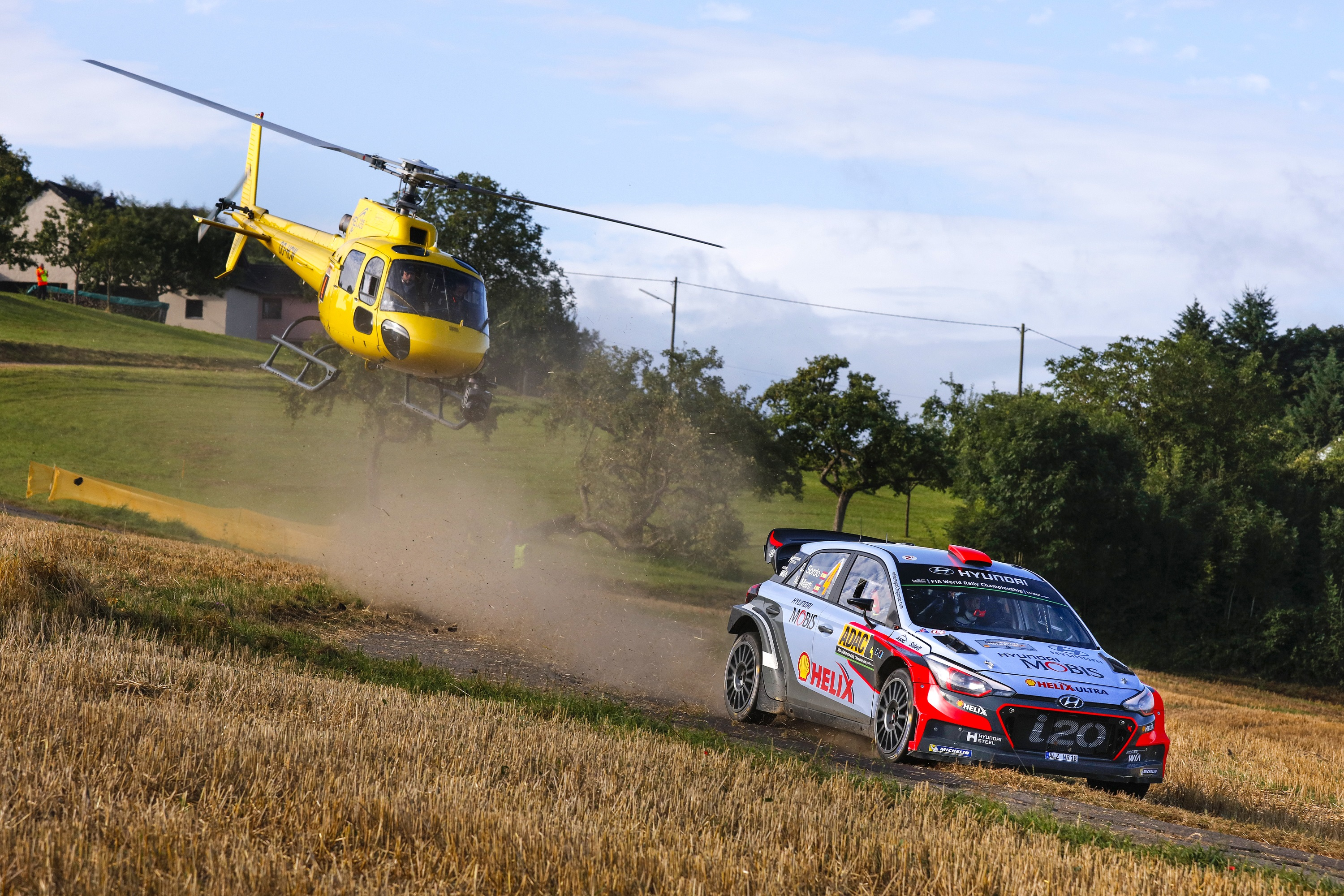
Daniel Sordo op snelheid in de rally in 2016

| Editie | Seizoen | Rijder               | Navigator             | Auto                       |
| ------ | ------- | -------------------- | --------------------- | -------------------------- |
| 37     | 2019    | Ott Tänak            | Martin Järveoja       | Toyota Yaris WRC           |
| 36     | 2018    | Ott Tänak            | Martin Järveoja       | Toyota Yaris WRC           |
| 35     | 2017    | Ott Tänak            | Martin Järveoja       | Ford Fiesta WRC            |
| 34     | 2016    | Sebastien Ogier      | Julien Ingrassia      | Volkswagen Polo R WRC      |
| 33     | 2015    | Sebastien Ogier      | Julien Ingrassia      | Volkswagen Polo R WRC      |
| 32     | 2014    | Thierry Neuville     | Nicolas Gilsoul       | Hyundai i20 WRC            |
| 31     | 2013    | Daniel Sordo         | Carlos del Barrio     | Citroën DS3 WRC            |
| 30     | 2012    | Sébastien Loeb       | Daniel Elena          | Citroën DS3 WRC            |
| 29     | 2011    | Sébastien Ogier      | Julien Ingrassia      | Citroën DS3 WRC            |
| 28     | 2010    | Sébastien Loeb       | Daniel Elena          | Citroën C4 WRC             |
|        | 2009    | Rally niet gehouden. | Rally niet gehouden.  | Rally niet gehouden.       |
| 27     | 2008    | Sébastien Loeb       | Daniel Elena          | Citroën C4 WRC             |
| 26     | 2007    | Sébastien Loeb       | Daniel Elena          | Citroën C4 WRC             |
| 25     | 2006    | Sébastien Loeb       | Daniel Elena          | Citroën Xsara WRC          |
| 24     | 2005    | Sébastien Loeb       | Daniel Elena          | Citroën Xsara WRC          |
| 23     | 2004    | Sébastien Loeb       | Daniel Elena          | Citroën Xsara WRC          |
| 22     | 2003    | Sébastien Loeb       | Daniel Elena          | Citroën Xsara WRC          |
| 21     | 2002    | Sébastien Loeb       | Daniel Elena          | Citroën Xsara WRC          |
| 20     | 2001    | Philippe Bugalski    | Jean-Paul Chiaroni    | Citroën Xsara WRC          |
| 19     | 2000    | Henrik Lundgaard     | Jens Christian Anker  | Toyota Corolla WRC         |
| 18     | 1999    | Armin Kremer         | Fred Berßen           | Subaru Impreza WRC98       |
| 17     | 1998    | Matthias Kahle       | Dieter Schneppenheim  | Toyota Corolla WRC         |
| 16     | 1997    | Dieter Depping       | Dieter Hawranke       | Ford Escort RS Cosworth    |
| 15     | 1996    | Dieter Depping       | Fred Berßen           | Ford Escort RS Cosworth    |
| 14     | 1995    | Enrico Bertone       | Max Chiapponi         | Toyota Celica Turbo 4WD    |
| 13     | 1994    | Dieter Depping       | Peter Thul            | Ford Escort RS Cosworth    |
| 12     | 1993    | Patrick Snijers      | Dany Colebunders      | Ford Escort RS Cosworth    |
| 11     | 1992    | Erwin Weber          | Manfred Hiemer        | Mitsubishi Galant VR-4     |
| 10     | 1991    | Piero Liatti         | Luciano Tedeschini    | Lancia Delta Integrale 16V |
| 9      | 1990    | Robert Droogmans     | Ronny Joosten         | Lancia Delta Integrale 16V |
| 8      | 1989    | Patrick Snijers      | Dany Colebunders      | Toyota Celica GT-Four      |
| 7      | 1988    | Robert Droogmans     | Ronny Joosten         | Ford Sierra RS Cosworth    |
| 6      | 1987    | Jochi Kleint         | Manfred Hiemer        | Volkswagen Golf GTI 16V    |
| 5      | 1986    | Michèle Mouton       | Terry Harryman        | Peugeot 205 Turbo 16       |
| 4      | 1985    | Kalle Grundel        | Peter Diekmann        | Peugeot 205 Turbo 16       |
| 3      | 1984    | Hannu Mikkola        | Christian Geistdörfer | Audi Sport quattro         |
| 2      | 1983    | Walter Röhrl         | Christian Geistdörfer | Lancia Rally 037           |
| 1      | 1982    | Erwin Weber          | Matthias Berg         | Opel Ascona 400            |